# 克利爾克里克鎮區 (阿肯色州塞維爾縣)
克利爾克里克鎮區（英語：Clear Creek Township）是位於美國阿肯色州塞維爾縣的一個行政鎮區。

## 地方資料
克利爾克里克鎮區的面積為260.43平方千米，當中陸地面積為257.99平方千米，而水域面積為2.44平方千米。根據2010年美國人口普查的數據，當地共有人口3460人，而人口密度為每平方千米13.29人。